# Therdonne
Therdonne – miejscowość i gmina we Francji, w regionie Hauts-de-France, w departamencie Oise.
Według danych na rok 1990 gminę zamieszkiwało 760 osób, a gęstość zaludnienia wynosiła 85 osób/km² (wśród 2293 gmin Pikardii Therdonne plasuje się na 379. miejscu pod względem liczby ludności, natomiast pod względem powierzchni na miejscu 535.).